# Protectoratul Africii Răsăritene
Protectoratul Africii Răsăritene (cunoscută și ca Africa Răsăriteană Britanică ) a fost o regiune în Marile Lacuri Africane, plasată în mare parte pe teritoriul Kenyei (approximativ 639.209 km2), de la Oceanul Indian spre interiorul continentului până la granița cu Uganda în vest. Deși făcea parte oficial din teritoriile dependente de Sultanatului Zanzibarului, ele au fost controlate de Marea Britanie la sfârșitul secolului XIX. Datorită unui interes comercial crescut în zonă în ultimul deceniu al secolului al XIX-lea, regiunea a rămas un protectorat până în 1920, când a fost transformată în Colonia Kenya, cu excepția unei fâșii litorale de 16 km lățime care a devenit protectoratul Kenya.

## Administrația
Misionarii europeni au început să se așeze în zonă de la Mombasa până la muntele Kilimanjaro începând cu mijlocul secolului al XIX-lea, bucrându-se de protecția oficială a sultanului Zanzibarului. În 1886, guvernul britanic l-a încurajat pe William Mackinnon, care avea deja o înțelegere cu sultanul Zanzibarului și ale cărui vase comerciale făceau un comerț extensiv în regiunea in the Marile Lacuri Africane, să pună bazele influenței britanice în regine. Mackinnon a fondat „British East Africa Association”, care avea să se transforme în Compania Imperială Britanică a Africii de Est în 1888 și care a primit autorizația să administreze regiunea. Compania a administrat o zonă litorală de cam 240 km, care se întindea de la râul Jubba, prin Mombasa până la granița Africa Orientală Germană, teritorii care fuseseră închiriate de la sultan. Sfera de influență britanică asupra căreia s-a căzut de acord la Conferința de la Berlin din 1885, se întindea de la litoralul Oceanului Indian în interiorul continentului, cuprinzând teritoriul viitorului stat kenyan. Mombasa a fost centrul administrativ al regiunii în această perioadă.
În timp, compania s-a îndreptat spre faliment și, pe 1 iulie 1895, guvernul britanic a proclamat protectoratul, administrarea regiuni fiind transferate către Ministerul de Externe. În 1902, administrația regiunii a devenit responsabilitatea Biroului Colonial. În 1897 Lord Delamere, un pionier al colonizării albilor în Africa, a sosit în regiunea înaltă a Kenyei, care era deja parte a protectoratului în acel timp. Delamere a fost plăcut surprins de posibilitățile dezvoltării agriculturii în regiune. În 1902, frontierele protectoratului au fost extinse, fiind inclusă și fosta provincie răsăriteană a Ugandei. Tot în 1902, East Africa Syndicate a primit autorizația să promoveze colonizarea albilor într-o regiune de aproximativ 1.300 km2 din regiunea platourilor înalte. Lordul Delamere a început acum operațiuni agricole ample și, în 1905, când un număr mare de noi coloniști au sosit din Anglia și Africa de Sud, protectoratul a fost transferat de sub autoritatea Ministerului de Externe la cel al Oficiului Colonial. Capitala a fost mutată de la Mombasa la Nairobi în 1905. În 1906, guvernul a emis un ordin pentru înființarea unui guvern și a unei adunări legislative în regiune.
Astfel au fost înființate funcțiile de guvernator și consiliile executive. Locotenent-colonelul J. Hayes Sadler a fost primul guvernator și comandant militar al protectoratului. Deși au existat câteva conflicte cu triburile locale, coloniștii albi s-au putut așeza în regiune fără vărsare de sânge. După primul război mondial, un număr mai mare de coloniști albi din Anglia și Africa de Sud au sosit în regiune și, în 1919, numărul celor cu origini europene fusese estimat la aproximativ 9.000 de locuitori.
Pe 23 iulie 1920, regiunile din iteriorul continentului aparținând protectoratului au fost anexate ca dominion britanic printr-un decret guvernamental. Această parte a fostului protectorat a fost astfel transformată în Colonia Kenyei. Restul teritoriului, adică o fâșie litorală de 16 km lățime (cu excepția regiunii de 3.000 km2 Witu), a rămas protectorat, aș cum se convenise cu sultanul Zanzibarului. Această fâșie litorală, care era în mod oficial sub suzeranitatea sultanului Zanzibarului, a fost transformată în 1920 Protectoratul Kenyei.

## Evoluție
După 1896, imigranți din India au sosit în regiune ca negustori, cămătari și meșteșugari. 
Segregarea rasială a fost considerată o stare normală, iar coloniștii europenii și-au rezervat regiunile înalte pentru ei. Alte restricții cuprindeau segregarea comercială și de locuire în orașe sau restricții aplicate imigrației indienilor. În ciuda restricților, numărul indienilor a crescut mai rapid decât pe cel al europenilor, pentru ca în 1919 indienii să îi depășească pe coloniștii din Europa cu mai mult de doi la unu. India era în acea vreme o colonie a coroanei, iar cetățenii ei se bucurau de anumite privilegii. 
În aprilie 1902 a fost făcută prima cerere pentru obținerea de pământ în Africa Răsăriteană Britanică de către East Africa Syndicate – o companie în care investitorii British South Africa Company erau interesați – care a solicitat o concesiune de 1.295 km2. După aceasta, au urmat și alte cereri pentru zone întinse, inclusiv pentru o așeazare importantă evreiască. În 1902, un soldat britanic a descris ce s-a întâmplat într-un singur sat: 
Fiecare om a fost ori împușcat ori străpuns cu baioneta... Am incendiat toate colibele și am ras de pe suprafața pământului plantațiile de banane.
În aprilie 1903, maiorul Frederick Russell Burnham, cercetaș american și mai apoi director al East African Syndicate, a trimis o expediție formată din John Weston Brooke, John Charles Blick, maiorii Bittlebank și Brown să evalueze bogățiile minerale ale regiuni. Grupul, cunoscut și ca „Cei patru B”, a călătorit din Nairobi, traversâ Muntele Elgon spre nord, până la malul vestic al Lacului Turkana, fiind obligați să facă față unor greutăți precum lipsa de apă potabilă sau atitudinea neprietenoasă a masailor. Odată cu sosirea în 1903 a sute de coloniști potențiali, în principal din Africa de Sud, au apărut probleme legate de drepturile de pășunare a masailor și s-a hotărât să nu mai fie acceptate cererile pentru ocuparea unor suprafețe mari de pământ..
În timpul derulării procesuliu de colonizare s-a iscat o dispută între Sir Charles Eliot, comisarul  Africii de Răsărit Britanice, și Henry Petty-Fitzmaurice, marchiz de Lansdowne, ministrul de externe britanic. East Africa Syndicate făcuse cerere pentru concesionarea a 1.295 km2, iar consorțiului i se promisese aprobarea cererii. 
Lansdowne, care dorea să își respecte promisiunea, a decis că cererea trebuia aprobată. Pe de altă parte, două cereri ale sud-africanilor pentru concesionarea a cate 130 km2 fuseseră respinse de către Lansdowne, acesta refuzându-i lui Eliot dreptul să încheie tranzacția. Dat fiind acest fapt, Eliot a demisionat și și-a explicat gestul într-o telegramă publică trimisă premierului, datată Mombasa, 21 iunie 1904, în care afirma: „Lord Lansdowne mi-a ordonat să refuz acordarea concesiunilor de teren anumitor persoane private, în timp ce oferea un monopol al terenurilor în termeni avantajoși și nejustificați Consorțiului East Africa. Am refuzat să execut aceste instrucțiuni, pe care le consider nedrepte și lipsite de înțelepciune.” Sir Donald William Stewart, comisarul șef al Așanti (Ghana), a fost numit succesorul lui Charles Eliot în aceeași zi în care telegrama a fost trimisă.

## Legile
În 1914, guvernul britanic a interzis  canabisul („bhang”) în Protectorat.

## Timbre și istoric poștal al Africii de Est Britanice

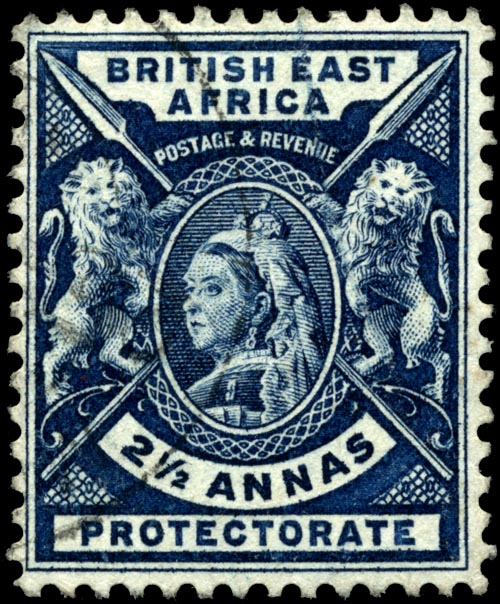
2½ annas, 1896

Protectoratul a avut propriul sistem poștal în ultimul deceniu al secolului al XIX-lea. 

## Vedeți și:
- Istoria Kenyei

## Resurse internet:
- Unimaps.com: 1901 Map of British East Africa Protectorate (Kenya)
- Purl.pt: A map of part of Eastern Africa, prepared by authority of the Imperial British East Africa Company (1889)
- Materiale media legate de Protectoratul Africii Răsăritene la Wikimedia Commons